# Episodi di The Adventures of Ozzie and Harriet (sesta stagione)
La sesta stagione della serie televisiva The Adventures of Ozzie and Harriet è stata trasmessa in anteprima negli Stati Uniti d'America dalla ABC tra il 2 ottobre 1957 e il 11 giugno 1958.
| nº | Titolo originale               | Titolo italiano | Prima TV USA     | Prima TV Italia |
| -- | ------------------------------ | --------------- | ---------------- | --------------- |
| 1  | Fixing Up the Fraternity House |                 | 2 ottobre 1957   |                 |
| 2  | Man Without a Family           |                 | 9 ottobre 1957   |                 |
| 3  | Treasurer's Report             |                 | 16 ottobre 1957  |                 |
| 4  | The Boys Land in Jail          |                 | 23 ottobre 1957  |                 |
| 5  | Mystery Shopper                |                 | 30 ottobre 1957  |                 |
| 6  | Ricky's Big Night              |                 | 6 novembre 1957  |                 |
| 7  | Free Flowers                   |                 | 13 novembre 1957 |                 |
| 8  | Ozzie's Triple Banana Surprise |                 | 20 novembre 1957 |                 |
| 9  | Fourteen-Mile Hike             |                 | 4 dicembre 1957  |                 |
| 10 | Tutti-Frutti Ice Cream         |                 | 11 dicembre 1957 |                 |
| 11 | Christmas Tree Lot             |                 | 18 dicembre 1957 |                 |
| 12 | Ricky Goes on TV               |                 | 25 dicembre 1957 |                 |
| 13 | The Trophy                     |                 | 1º gennaio 1958  |                 |
| 14 | The Road Race                  |                 | 8 gennaio 1958   |                 |
| 15 | David and the Stewardess       |                 | 15 gennaio 1958  |                 |
| 16 | Picture in Rick's Notebook     |                 | 22 gennaio 1958  |                 |
| 17 | Harriet's Dancing Partner      |                 | 29 gennaio 1958  |                 |
| 18 | The Safe                       |                 | 5 febbraio 1958  |                 |
| 19 | David and the Men's Club       |                 | 12 febbraio 1958 |                 |
| 20 | Who Is Betty?                  |                 | 19 febbraio 1958 |                 |
| 21 | Old Band Pavilion              |                 | 26 febbraio 1958 |                 |
| 22 | Practical Joker                |                 | 5 marzo 1958     |                 |
| 23 | Scavenger Hunt                 |                 | 12 marzo 1958    |                 |
| 24 | Dating System                  |                 | 19 marzo 1958    |                 |
| 25 | The Closed Circuit             |                 | 26 marzo 1958    |                 |
| 26 | Top Gun                        |                 | 2 aprile 1958    |                 |
| 27 | Record Trout                   |                 | 9 aprile 1958    |                 |
| 28 | The Bachelor                   |                 | 16 aprile 1958   |                 |
| 29 | Code of Honor                  |                 | 23 aprile 1958   |                 |
| 30 | Ricky Is Micky                 |                 | 7 maggio 1958    |                 |
| 31 | Rick's Chemistry Grade         |                 | 14 maggio 1958   |                 |
| 32 | The Magic of Three             |                 | 21 maggio 1958   |                 |
| 33 | International Set              |                 | 28 maggio 1958   |                 |
| 34 | Ozzie and the Bridge Group     |                 | 4 giugno 1958    |                 |
| 35 | A Cruise for Harriet           |                 | 11 giugno 1958   |                 |